# 最終幻想IV系列角色列表

任天堂DS遊戲《最終幻想IV》的主角群插圖

最終幻想IV系列角色列表列出了電子遊戲《最終幻想IV》中的登場角色。由史克威爾（現史克威爾艾尼克斯）發行的角色扮演遊戲《最終幻想IV》大量的人物設計為天野喜孝負責。《最終幻想IV》發布於1991年，後來被移植到多個平台。在2007年，Square Enix公司發布了添加日語和英語配音版本的《最終幻想IV 3D重製版》。
本作還在2008年推出了續作《最終幻想IV The After -月之歸還-》，為本傳故事的17年後，包括原來的人物還增加了一些新角色。

## 概念和創作
根據《最終幻想IV》首席設計師時田貴司表示，《最終幻想IV》是日本的第一個有著「深度的角色」的角色扮演遊戲。超級任天堂的圖像顯示能力足以使天野喜孝來創造比以前發布的紅白機遊戲更複雜的設計。時田說雖然他缺乏經驗，影響了故事，但人物的性格和角色的故事卻更吸引人。時田也指出了各種有助於吸引更多人潮的角色，說明隊伍努力使人物融入故事，和所有反面的東西在當時日本的媒體中，是很難做到的。對於任天堂DS的重製，人物處理由愛理吉岡負責。《最終幻想IV The After -月之歸還-》的人物所設計為小黒晃。
時田說DS重製版加入的聲優是為了「足以更戲劇性的本地化」。此外加入聲優後就不得不改變原來的劇本人物的嘴的動作，以便他們配合各情景說的台詞 。

## 主要人物
賽希爾·哈威（Cecil Harvey，聲：程島鎮磨）
本作主角。職業為「黑暗騎士」和「聖騎士」（後期），慣用手為右手。留著一頭銀色披捲頭髮的青年，為人冷靜、善良。原本是一個孤兒，受巴隆（バロン）國王的保護下從士官學校畢業後，和朋友共同進入兵學校，成為陸兵團的小隊長並開始修煉「暗黑劍」，還成為了新設立飛空艇團「赤翼（赤い翼）」的初代團長，但後來懷疑國王幫助搶奪水晶的行徑而被下令解除飛空艇團之職，便被派到執行別的任務。但自己後來決定不再回到巴隆。故事中途和伙伴們分離，並在試煉之山中捨棄了負面力量黑暗騎士身分（因黑暗力量終究無法戰勝邪惡），轉變成了聖騎士。後來遭巴隆王國通緝。在佐特之塔時，對戈爾貝札未給自己最後一擊而感到懷疑。賽希爾後來發現自己有著月之民（月の民）的血，並還被福索亞道出和戈爾貝札是兄弟的真相。最後和夥伴們一同到月上對抗賽姆斯，在被對方重傷之餘感受到了藍星上的同夥傳來的力量，因而再度站起擊敗了敵人。原本很不想承認戈爾貝札是自己的兄長，但在最後仍發自內心叫了他一聲「大哥」。結局時成為了巴隆國王並和蘿紗結了婚。初期以「暗黑劍」作為武器，能施展強勁的「闇黑（あんこく）」攻擊（會消耗生命），但對不死族幾乎無效。轉為聖騎士後能使用白魔法和代替夥伴承受攻擊的「保護（かばう）」。
年齡：20歲、身高：178公分、58公斤、慣用手：右
在後作《最終幻想 紛爭》、《最終幻想 紛爭012》中則是能自由切換兩種騎士型態戰鬥。而在《最終幻想 節奏劇場》亦作為本代主角的身分登場。日本聲優為程嶋しづマ（紛爭）、英文版則為Yuri Lowenthal。
在《Dissidia Final Fantasy Opera Omnia》手遊中分成[聖騎士賽希爾]與[黑暗騎士賽希爾]兩隻角色，兩隻角色各自穿著自己的專用武器防具，能力也各自獨立。[聖騎士賽希爾]並不像原作有特殊能力會[袒護]（かばう）會袒護隊友，[黑暗騎士賽希爾]卻保留了原作的特殊能力[暗黑]（あんこく），這兩隻角色是無法同時出戰的。
在GamesRadar，賽希爾被列為擁有最終幻想系列中最好的英雄特質。GameSpot和IGN都表示，「拋下」很有趣，避免常見的俗套。另一方面，RPGamer的邁克爾·貝克特覺得他是個討人喜歡的主角，邁克爾覺得最重要的是「已被複製了這麼多其他職稱的類型」，專指向賽希爾與蘿莎的個性，他們已被呈現出了俗套。
蘿紗·法雷爾（Rosa Farrell，聲：甲斐田裕子）
本作女主角。職業為白魔道士，慣用手為右手。留著金色的長髮。巴隆王國的白魔道士團，國內人氣最高的美女，因為貴族血統而和賽希爾處於戀人和朋友的關係。獨自出城後出發尋找離開的賽希爾，但不料患了高熱症而倒下，被賽希爾所救後加入隊伍。在法布爾時意外地被戈爾貝札捉走。後來再次被賽希爾一夥救回，再次入隊。上月球時原被要求留下，但還是自願緊跟著賽希爾等人。最後和夥伴們一同到月上對抗賽姆斯，在被對方重傷之餘感受到了藍星上的同夥傳來的力量，因而再度站起擊敗了敵人。結局時和賽希爾結了婚並成為了巴隆王妃。會施展具有回復能力的白魔法、命中率100的「瞄準（ねらう）」和能回復全員部份HP的「祈禱（いのり）」（DS版為MP）。
年齡：19歲、身高：162公分、47公斤、慣用手：右
凱因·海溫德（Cain Highwind，聲：山寺宏一）
職業為龍騎士，慣用手為左手。賽希爾夥伴。穿著紫色的龍形盔甲，冷默寡言的男性。巴隆王國的龍騎士團隊長，父親為龍騎士理查茲·海溫德（DS版設定）。對蘿紗抱有好意，雙方家庭自幼皆有交流。在霧之村中因莉迪亞的緣故而失蹤，再度登場時已成為戈爾貝札手下，並在擊倒賽希爾後拿了水晶並離去。後來要求賽希爾交出土之水晶來換取蘿紗的性命。在因泰拉的「隕石術」而解除了戈爾貝札對他施加的法術後感到相當後悔，並加入賽希爾一夥。在封印洞窟時又再度被控制，後來在福索亞恢復戈爾貝札記憶時凱因也得以恢復，並再次入隊。最後和夥伴們一同到月上對抗賽姆斯，在被對方重傷之餘感受到了藍星上的同夥傳來的力量，因而再度站起擊敗了敵人。結局時並未參加賽希爾和蘿紗的婚禮，獨自一人在試煉之山修練，直到自己超越父親。擅長「跳躍（ジャンプ）」攻擊。
年齡：21歲、身高：183公分、61公斤、慣用手：左。
在《最終幻想 紛爭012》中作為一個可玩的角色，作為製作人野村哲也希望他加入這格鬥遊戲。
莉迪亞（Rydia，聲：下屋則子）
職業為召喚士，慣用手為右手。生活在霧之村的召喚士少女，頗具資質，巴隆王策略所騙賽希爾親手毀滅莉迪亞的故鄉霧之村，還失去了母親，起初對賽希爾抱持著憎恨和不信任，途中兩次被他拯救而對他產生信任，加入一同冒險。故事中期因海難而失蹤，落在幻獸之鄉時因時間的流變不同，莉迪亞成長成年輕的女子，並在危機關頭出現幫助賽希爾擊退了戈爾貝札，後再次入隊。上月球時原被要求留下，但還是自願緊跟著賽希爾等人。最後和夥伴們一同到月上對抗賽姆斯，在被對方重傷之餘感受到了藍星上的同夥傳來的力量，因而再度站起擊敗了敵人。結局時回到幻獸界和幻獸女王等人重聚，其後又參與了賽希爾和蘿紗的婚禮。除了白、黑魔法外還能使用召喚術，成年後雖無法使用白魔法，但黑、召喚魔法力量大大提升。
年齡、身高、體重(初期)：7歲、107公分、18公斤，慣用手：右
泰拉（Tella，聲：納谷悟朗）
職業為賢者，慣用手為右手。傳說中的知名賢者，現在因高齡而魔力衰退。因不答應女兒安娜和基爾巴特，使得安娜和基爾巴特私奔，泰拉便想去將女兒找回，不過因洞穴中有八爪怪在而無法前進，後來加入賽希爾一夥。但在見到女兒被以戈爾貝札為首的赤翼殺死時，便憤怒地指責基爾巴特，一人獨自離開，為女兒的死亡找戈爾貝札復仇。故事中期在試煉之山再次遇上賽希爾一行人，且為了想起「隕石術」來報仇，因而再次入隊。但在對上戈爾貝札時使用了將自己的生命轉化為MP的「隕石術」而死。在賽希爾等人在月上面臨危機時以靈魂的姿態將力量給予賽希爾等人。。能使用白、黑魔法。
年齡：60歲、身高：177公分、48公斤、慣用手：右
基爾巴特·克里斯·馮·繆爾（Gilbart Chris Von Muir，聲：堀川亮）
職業為王族，慣用手為右手。商業國家達姆西安王國的第一王子，自行捨棄王族地位、以吟遊詩人身分流浪於諸國，是位喜愛音樂的和平主義者。和安娜成為戀人。在見到安娜被以戈爾貝札為首的赤翼殺害後而心情低落。不過後來因受靈魂狀態的安娜打氣而決心和賽希爾一夥同行。故事中期因海難而失蹤，後來被托羅亞王國所救。巴貝爾巨人出現時隨著托羅亞人們出面迎戰。在賽希爾等人在月上面臨危機時和旁人一同祈禱，將力量給予賽希爾等人。結局時和托羅亞人們一起修復城堡，同時也思念著安娜和泰拉，其後參加了賽希爾和蘿紗的婚禮。會使用能讓敵人睡著的「唱歌（うたう）」、回復同伴HP的「藥（くすり）」和能短暫躲避的「隱蔽（隠れる）」能力。
年齡：24歲、身高：174公分、51公斤、慣用手：右
楊·馮·萊頓（Yang Fang Leiden，聲：玄田哲章）
職業為武僧，慣用手為雙手。法布爾武僧兵團長，身材高壯，性格穩重且重情義，有一位妻子。原在霍巴斯山被魔物圍攻時被賽希爾一行人所救，後因法布爾的水晶被奪走而受國王之命正式加入隊伍。故事中期因海難而和同伴們分散。後來失憶，被巴隆王國利用，並在巴隆城鎮中和賽希爾一行人交戰，恢復記憶後入隊。在巴貝爾之塔，由於塔中巨炮機關暴走，楊犧牲自己阻止巨炮發射。但被希露芙精靈所救。巴貝爾巨人出現時駕著戰車出面迎戰。在賽希爾等人在月上面臨危機時和旁人一同祈禱，將力量給予賽希爾等人。結局時成為了法布爾國王，而妻子成了王妃，其後參加了賽希爾和蘿紗的婚禮。會使用有著兩倍威力的「蓄力（ためる）」、攻擊敵人全體的「飛踢（けり）」和提升防禦力的「忍耐（がまん）」。
年齡：35歲、身高：182公分、76公斤、慣用手：雙手皆可
帕羅姆（Palom，聲：釘宮理惠）
職業為黑魔法師，慣用手為左手。敏西迪亞村雙胞胎魔法學徒中的弟弟，個性頑皮、自大，說話有些含糊。受長老之命隨賽希爾一起同行至試煉之山（監視著他），當賽希爾成功轉職為聖騎士後決定與其同行。在巴隆王國中為了幫助賽希爾等人脫離夾牆陷阱，對自己施展「石化術」而永遠陷入石化狀態。後被長老所救，巴貝爾巨人出現時隨著長老出面迎戰。在賽希爾等人在月上面臨危機時和旁人一同祈禱，將力量給予賽希爾等人。結局時偷跑掉和一位女孩子炫耀自己的表現，被波羅姆帶回且還被長老罰抄咒文，其後參加了賽希爾和蘿紗的婚禮。除了黑魔法外還會使用「逞強（つよがる）」來短暫提升魔法力量，且還可和姊姊一起使用「聯合魔法」。
年齡：5歲、身高：94公分、22公斤、慣用手：左
波羅姆（Porom，聲：釘宮理惠）
職業為白魔法師，慣用手為右手。敏西迪亞村雙胞胎魔法學徒中的姊姊，會以大人般的口吻說話。受長老之命隨賽希爾一起同行至試煉之山（監視著他），當賽希爾成功轉職為聖騎士後決定與其同行。在巴隆王國中為了幫助賽希爾等人脫離夾牆陷阱，對自己施展「石化術」而永遠陷入石化狀態。後被長老所救，巴貝爾巨人出現時隨著長老出面迎戰。在賽希爾等人在月上面臨危機時和旁人一同祈禱，將力量給予賽希爾等人。結局時正要開始修練時將偷跑掉的帕羅姆帶回，其後參加了賽希爾和蘿紗的婚禮。除了白魔法外還會使用「沒有說謊（うそなき）」讓敵人動搖（DS版變更為「假哭（嘘泣き）」），且還可和弟弟一起使用「聯合魔法」。
年齡：5歲、身高：93公分、19公斤、慣用手：右
席德·波蘭帝納（Cid Pollendina，聲：永井一郎）
職業為技師，慣用手為右手。巴隆王國的飛空艇整備技師長。如同賽希爾和凱因父親一般的存在，將他們兩人當作自己的孩子般看待。自己的女兒住在巴隆王國下的城鎮。雖然個性有些頑固，但重人情，當時常和他爭吵的泰拉喪命時卻感到相當悲傷。巴隆王國被佔領時遇見賽希爾一夥並加入他們。在逃離戈爾貝札的陷阱後，一行乘企業號逃向地上世界，為阻止赤翼的追殺，席德犧牲自己炸毀了地上和地下的通路。但被矮人所救，在幫助賽希爾等人改造飛空艇後又倒下呼呼大睡。巴貝爾巨人出現時駕著飛空挺出面迎戰。在賽希爾等人在月上面臨危機時和旁人一同祈禱，將力量給予賽希爾等人。結局時參加了賽希爾和蘿紗的婚禮。會使用和白魔法同等存在的「調查（しらべる）」。
年齡：54歲、身高：159公分、67公斤、慣用手：右
愛德華·艾吉·傑拉爾汀（Edward 「Edge」 Geraldine，聲：石丸博也）
職業為忍者，慣用手為雙手。艾布拉納國王子，慣稱「艾吉」。雖然經常自大、衝動和充滿自信，但內心正直且不易誤入歧途，相當愛護自己的子民。對美麗的女性較執著。雙親因戈爾貝札而遇害，獨自前去討伐但受重傷，被賽希爾一行人搭救，對莉迪亞抱有好感，後加入其隊。最後和夥伴們一同到月上對抗賽姆斯，在被對方重傷之餘感受到了藍星上的同夥傳來的力量，因而再度站起擊敗了敵人。結局時成為了艾布拉納的國王，但對莉迪亞仍念念不忘，其後參加了賽希爾和蘿紗的婚禮。能操縱類似魔法效果的「忍術（にんじゅつ）」、忍者武器攻擊的「投擲（なげる）」和盜取敵人物品的「竊盜（ぬすむ）」。
年齡：26歲、身高：175公分、51公斤、慣用手：雙手皆可
福索亞（Fusuya，聲：銀河萬丈）
職業為月之民，慣用手為右手。沉睡的月之民守護者，知道水晶的秘密，弟弟克魯亞是賽希爾和戈爾貝札的父親，而自己就是賽希爾和戈爾貝札的伯父（DS版為叔父）。為阻止巴貝爾巨人而加入賽希爾等人，解除了賽姆斯對戈爾貝札施加的法術。最後和戈爾貝札一同擊敗了賽姆斯，但不料被敵人轉化成的賽羅姆斯重傷，後來將力量給予賽希爾等人。勝利後和戈爾貝札在月上一起進入了永眠。能使用白、黑魔法，也能使用讓全員漸漸回血的「精神波（せいしんは）」。
年齡、身高、體重皆不明、慣用手：右

## 敵人

### 戈爾貝札
戈爾貝札（Golbez），職業為「黑騎士」，為全身皆被黑色盔甲和斗篷包覆的男子，本名希奧多（セオドール）。在賽希爾·哈威失去了飛空艇團「赤翼」團長之職後，戈爾貝札成了新隊長（操控了巴隆的國王）。但實際上戈爾貝札為了收集光之水晶而利用飛空艇和怪物將王國化為廢墟。手下有著土、水、風、火四大天王。劇中曾兩次控制凱因，並啟動了巴貝爾巨人。實際上其精神力受賽姆斯控制，被福索亞解除。為同父親一樣是月之民，為賽希爾的哥哥。最後和福索亞一同對抗賽姆斯，但不料被敵人轉化成的賽羅姆斯重傷，後來將力量給予賽希爾等人。勝利後和福索亞一同在月上長眠，並對賽希爾最後稱呼他「大哥」而感到欣慰。會施展強力技能「W隕星（Wメテオ）」。
年齡：30歲、身高、體重皆不明、慣用手：左

### 賽姆斯
賽姆斯（Zemus），本作大反派。邪惡的月之民，即使處於封印狀態仍可不斷強化自己的力量。四大天王的實質領導人。企圖征服藍星（地球）使自己的人民居住於藍星，因此操縱了戈爾貝札和凱因。在月之核心被恢復意志的戈爾貝札和福索亞擊敗，但又隨即便成了更強的完全暗黒物質化身賽羅姆斯（Zeromus），重創了在場的眾人。最後被再次得到力量的賽希爾等人擊敗，但福索亞表示只要還有邪惡念頭之人賽姆斯就很有可能復活。

### 戈爾貝札旗下四大天王
戈爾貝札手下的四名刺客，皆為怪物。名字由來取於但丁的《神曲》地域篇中登場的馬納果達。

#### 骷髏米琉尼
土之骷髏米琉尼（Scarmiglione of Earth），戈爾貝札旗下四大天王之一，自稱「死之領航員（死の水先案内人）」，穿著斗篷，率領著使黑暗騎士的賽希爾苦手的不死族軍團。弱點屬性為炎。奉戈爾貝札之命前去試煉之山襲擊賽希爾，被打倒後再度復活，力量大增，脫下斗篷後露出惡魔般不祥的姿態並再度和賽希爾等人交戰，敗北後墜落山谷而亡。後來被賽姆斯復活再次阻擋於賽希爾一夥面前，但和四天王一起被擊敗。

#### 凱納索
水之凱納索（Cagnazzo of Water），戈爾貝札旗下四大天王之一，為有著龜甲的四足怪物，笑聲為「嚕呵呵呵（クカカカカ）」，能操縱強大的海流，瞧不起米琉尼。弱點屬性為冰。奉戈爾貝札之命佔領了巴隆王國並偽裝成國王的模樣，和隨之而來的賽希爾一行人展開交戰而敗，但死後以事先設下的夾牆機關企圖解決前者，但被波羅姆和帕羅姆以「石化術」石化自己阻止。後來被賽姆斯復活再次阻擋於賽希爾一夥面前，但和四天王一起被擊敗。

#### 芭露芭莉希娅
风之芭露芭莉希娅（Barbariccia of Wind），高贝兹旗下四大天王之一，外形为淡黄色长发的女性，會利用比身長的3倍頭髮作防禦，擅長操縱風。弱點屬性為聖。在自己的心腹梅葛斯三姊妹敗陣後隨即出現和塞希爾一行人交戰，最後敗北而亡。後來被賽姆斯復活再次阻擋於賽希爾一夥面前，但和四天王一起被擊敗。

#### 路比康提
火之路比康提（Rubicante of Fire），戈爾貝札旗下四大天王之一，擅長操縱火炎和火燕流攻擊為主。身材高大，是最強的四大天王。弱點屬性為冰。其斗篷能吸收冰魔法。離開巴貝爾之塔後在艾布拉納洞窟中重創艾吉。後來遇上賽希爾一行人時展現出通人情的一面，自行將對方的傷勢回復後繼而展開對決，最後敗北。後來被賽姆斯復活再次阻擋於賽希爾一夥面前，但和四天王一起被擊敗。

### 魯蓋博士
魯蓋博士（Dr. Lugae），戈爾貝札旗下瘋狂科學家，能將人改造成魔物。在巴貝爾之塔派出稱呼為「兒子」的巴拿巴上前對付賽希爾一夥，敗陣後自身突變為怪物並親自上陣，最後仍被擊敗。

### 梅葛斯三姊妹
梅葛斯三姊妹（The Three Magus Sisters），波瓦莉希亞手下。會利用魔法反射來發動「三角攻擊」。命名由來取自夢野久作的小說《腦髓地獄》。最後敗給了賽希爾一夥。
三姊妹分別為瑪格（Mag）、多格（Dog）、蕾格（Rag）。

### 貝甘
貝甘（Baigan），巴隆王國的騎士。雖然像是一位賽希爾的朋友，但卻加入了國王的邪惡軍隊。在巴隆遭佔領時出面迎接賽希爾一行人，但被帕羅姆和波羅姆兩人識破，顯現出被戈爾貝札操縱的怪物姿態，經過交戰後敗給了賽希爾一夥。

## 其他人物

### 安娜
安娜（Anna），泰拉的女兒，和基爾巴特互相愛慕。自從母親去世後，因泰拉過度保護她，使得安娜和基爾巴特私奔到達姆西安王國。但在王國被赤翼的飛空艇襲擊時，安娜也受波及而死亡。後來在基爾巴特失意而遭受怪物攻擊時，安娜以靈魂的形態出現，在為他打氣後消失。

### 敏西迪亞的長老
敏西迪亞的長老是帕羅姆和波羅姆兩人的老師，泰拉的朋友。要求想改過自新的賽希爾上試煉之山，當他成為一個聖騎士，長老意識到他是值得信賴的，並成為他的朋友。後幫助賽希爾等人開始做上月球的儀式。巴貝爾巨人現身時前去解救石化的帕羅姆和波羅姆，並乘飛空挺前去對抗巨人。在賽希爾等人在月上面臨危機時和旁人一同祈禱，將力量給予賽希爾等人。結局時參與了賽希爾和蘿莎的婚禮。

### 巴隆王
巴隆王國的國王。將年幼又是孤兒的賽希爾和凱因做為自己的孩子收養。雖然他希望兩人都能成為黑暗騎士，但凱因仍選擇了像他父親一樣士龍騎士。巴隆王被凱納索殺害後其靈魂仍存在於城堡的秘密地下王座中，直到被釋放成為了莉迪亞的召喚獸「奧汀」。

## 評價
《最終幻想IV》的推出後一直深受好評。GameTrailers表示，遊戲首次發布時，人物超越了常見的RPG常規，主要人物之間的關係仍然會娛樂十年過後的玩家。Dragon評論家桑迪·彼得森說，這為每個人物在遊戲情節中明顯表現出他們的動機。RPGFan的馬特·里克特一直稱讚多人物其多樣的獨特性質。Greg Kasavin和GameSpot也有類似的意見並表示讚賞，不像其他RPG遊戲主角，賽希爾在遊戲中是一名經驗豐富的戰士，並已建立了牢固的關係。Micky和GamePlanet的Gunn一樣，由於各人物的專長，玩家有機會在遊戲中玩到各種各樣的舉動 。
任天堂DS重製的設計叫好不叫座，由GameSpy的Elisa Di Fiore 作為製作富有吸引力的角色。而金手指中心抱怨說，有些太像素化.。RPGamer的格倫·威爾遜，他表示在任天堂DS重製的英語配音演員「情感表現不錯，並添加了人物的可信度」，而Elisa Di Fiore表示這使人物更加愉快。拉克·安德森在GameSpot中積極反應，反而說演技「弱」，說明這使一些場景「非戲劇性」。金手指中心享受配音，但覺得這本來可以更好。